# VT-35
Escadron d'entraînement 35
Le Training Squadron 35 (TRARON THIRTY FIVE ou VT-35) est un escadron d'entraînement avancé du Naval Air Training Command de l'US Navy. Créé en 1960, il est basé actuellement à la Naval Air Station Corpus Christi, au Texas. Il est l'un des quatre escadrons du Training Air Wing Four (TRAWING FOUR).

## Mission
Après avoir terminé leur programme de formation sur le T-44C Pegasus, les étudiants aviateurs navals sont affectés à piloter le P-8 Poseidon de l'US Navy ou l'EP-3 Aries ou le MV-22 Osprey du US Marine Corps. La formation se concentre sur le vol aux instruments avancé, le vol en formation, la navigation au-dessus de l'eau et la formation/navigation tactique à basse altitude. L'escadron exécute plus de 14.000 heures de vol par an, englobant plus de 52.000 atterrissages et près de 9.500 événements de formation au pilotage d'étudiants.

## Historique

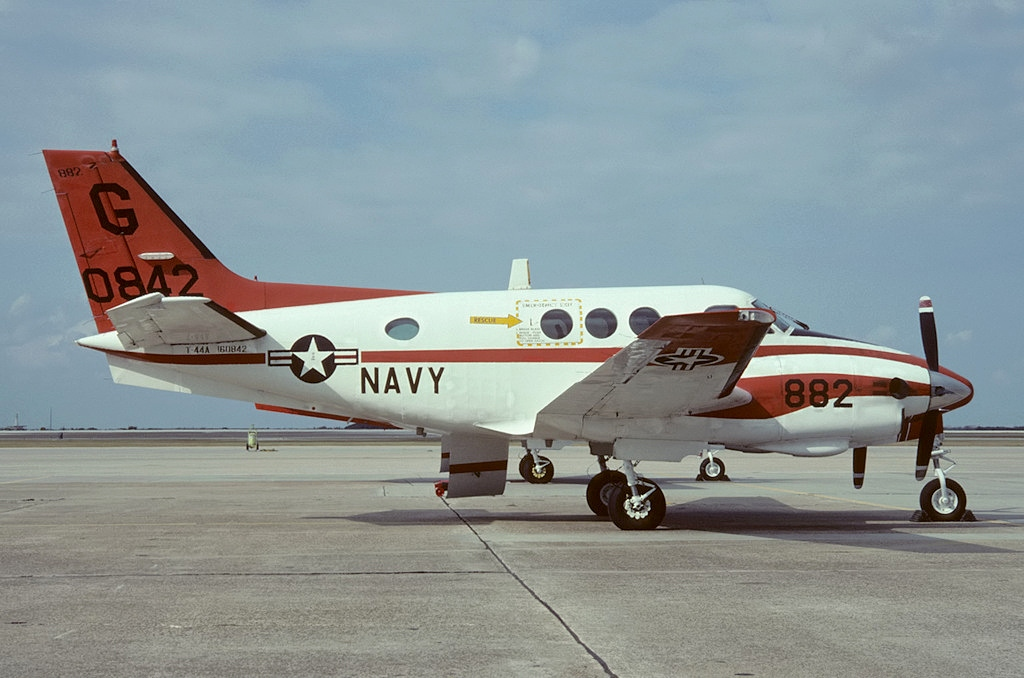
T-44A Pegasus de l'US Navy

De sa fondation en octobre 1999 à avril 2012, le VT-35 a formé des étudiants aviateurs de l'USAF qui ont été sélectionnés pour piloter le C-130 "Hercules". D'avril 2012 à novembre 2016, le VT-35 a continué à former des étudiants aviateurs de l'US Navy et du Corps des Marines. Le 10 novembre 2016, l'US Navy a pris le commandement de l'escadron, entamant un autre cycle de commandement en alternance, cette fois entre l'USN et l'USMC.
Lors de la mise en service de l'escadron en 1999, le VT-35 ont formé des étudiants aviateurs dans le TC-12B "Huron", communément connu dans l'aviation civile sous le nom de Beechcraft King Air 200.
Le 16 mai 2017, après 18 ans de service exceptionnel, les TC-12B ont été retirés et remplacés par le T-44C "Pegasus". Sa technologie avancée et récemment mise à niveau a été choisie pour fournir un meilleur élément de formation pour la prochaine génération d'aviateurs navals qualifiés de la Marine et du Corps des Marines.